# Moulage par compression-transfert

Schéma simplifié du procédé de moulage par compression-transfert.

Le moulage par compression-transfert est un procédé de mise en forme par moulage de pièces en matériaux plastiques ou composites. Ces matériaux peuvent être à base de thermoplastiques et surtout de thermodurcissables. Le moulage par compression-transfert est une technique intermédiaire entre le moulage par compression et le moulage par injection. 

## Applications
Le moulage par compression-transfert est principalement utilisé pour la fabrication des poignées de casseroles, des pièces d'appareils électriques, des composants électroniques et des connecteurs. 

## Matières
Les principales matières plastiques mises en forme par moulage par compression-transfert sont les thermodurcissables comme les époxydes, les polyesters insaturés, les phénol-formaldéhydes, les silicones et les matériaux composites à renfort fibre à base de Bulk Molding Compound (en) (BMC).

## Mode opératoire
Les matières premières se présentent généralement sous forme de poudres, de granulés, de semi-solides ou de préformés.
Les étapes suivantes constituent le moulage :
- préchauffage du moule ;
- préchauffage de la matière pour la ramollir ;
- introduction de la matière ramollie dans une cavité d’attente ;
- transfert, par pression, de la matière de la cavité d’attente vers le moule préchauffé à l’aide d’un poinçon à travers un canal ;
- maintien, dans le cas des matières thermodurcissables, de la chauffe jusqu'à la fin de la cuisson (réticulation) ;
- refroidissement du moule ;
- ouverture du moule et récupération de la pièce.